# 튀르키예의 가톨릭 교구 목록
튀르키예의 가톨릭 교구는 로마 가톨릭교회가 1개 대교구와 2개 대목구 칼데아 가톨릭이 1개 대교구 아메리칸 가톨릭이 1개 총대주교구와 1개 대주교구 그리스가톨릭이 1개 대교구 시리안가톨릭이 1개 대리구를 두고 있다

## 교구

### 로마 가톨릭 교구
- 이즈미르 대교구(Archdiocese of Izmir)
- 아나톨리아 대목구(Apostolic Vicariate of Anatolia)
- 이스탄불 대목구(Apostolic Vicariate of Istanbul)

### 아메리칸 전례 교회 교구
- 킬리키아 총대주교구(Patriarchal See of Cilicia)
- 이스탄불 대교구(Archdiocese of Istanbul)

### 칼데아 전례교회 교구
- 디아르베키르 대교구(Archdiocese of Diarbekir)

### 그리스전례 교회 교구
- 이스탄불 관리구(Apostolic Exarchate of Istanbul)

### 시리안 전례 교회 교구
- 총대주교 튀르키예 대리구 ( Patriarchal Exarchate of Turkey)